# シャールケジ・アンドラーシュ
シャールケジ・アンドラーシュ（Sárközy András、1941年1月16日 - ）は、ハンガリーの数学者である。
主な研究対象は解析的整数論や組合せ数論であるが、最初の研究は幾何学や古典解析学であった。
ポール・エルデシュと数多くの論文を共著しておりエルデシュ数1を保有する。共著論文数は62本で、全ての数学者の中で最も多い。
正の上漸近密度を持つ自然数の数列は、その差が2乗である2つの数を含むというファステンバーグ＝シャールケジの定理を証明した。
1998年にハンガリー科学アカデミーの客員会員に選出され、2004年に正会員となった。2010年にはセーチェーニ賞を受賞した。